# Twitch
Twitch là một nền tảng livestream được sở hữu bởi Twitch Interactive, một công ty con của Amazon. Được giới thiệu vào Tháng 6 năm 2011 dưới dạng một spin-off trên nền tảng phát trực tuyến sở thích chung, Justin.tv. Ngoài việc chủ yếu tập trung vào livestream trò chơi điện tử, bao gồm các giải đấu thể thao điện tử, Twitch còn bao gồm các chương trình livestream nhạc, nội dung sáng tạo và gần đây hơn là các nội dung thực tế ngoài đời. Nội dung trên trang web có thể được xem trực tiếp hoặc dưới dạng video theo yêu cầu.